# Campionatul Mondial de Fotbal
Campionatul Mondial de Fotbal sau Cupa Mondială FIFA (în engleză FIFA World Cup) este o competiție internațională de fotbal disputată între echipele naționale masculine de seniori ale țărilor membre ale Federației Internaționale de Fotbal Asociație (FIFA), organismul mondial de conducere a acestui sport. Turneul are loc o dată la fiecare patru ani de la ediția inaugurală din 1930, cu excepția anilor 1942 și 1946 din cauza celui de-al Doilea Război Mondial. Campioana în exercițiu este Argentina, care a câștigat al treilea său titlu la turneul din 2022.
Competiția începe cu faza calificărilor, care are loc în cei trei ani dinaintea turneului final pentru a determina echipele care participante la turneul final. 32 de echipe concurează apoi pentru titlu în locații din țara sau țările gazdă pe parcursul a aproximativ o lună. Națiunea sau națiunile gazdă se califică automat la turneul final. Competiția este programată să se extindă la 48 de echipe, începând cu ediția din 2026.
Până la Campionatul Mondial de Fotbal din 2022, au fost organizate 22 de turnee finale de la înființarea evenimentului în 1930, la care au participat în total 80 de echipe naționale. Trofeul a fost câștigat de opt echipe naționale. Cu cinci trofee câștigate, Brazilia este singura echipă care a participat la toate turneele. Celelalte câștigătoare ale Cupei Mondiale sunt Germania și Italia, cu câte patru titluri; Argentina, cu trei titluri; Franța și Uruguay, fiecare cu câte două titluri; Anglia și Spania, cu câte un titlu.
Cupa Mondială este cel mai prestigios turneu de fotbal din lume, precum și cel mai vizionat și urmărit eveniment sportiv din lume. Audiența Cupei Mondiale din 2018 a fost estimată la 3,57 miliarde, aproape jumătate din populația globală, în timp ce interesul față de Cupa Mondială din 2022 a fost estimat la 5 miliarde, aproximativ 1,5 miliarde de oameni urmărind meciul final.
Șaptesprezece țări au găzduit Campionatul Mondial, cea mai recentă fiind Qatar, care a găzduit evenimentul din 2022. Turneul din 2026 va fi găzduit în comun de Canada, Statele Unite ale Americii și Mexic, ceea ce va oferi Mexicului distincția de a fi prima țară care găzduiește meciuri la trei Cupe Mondiale.

## Istoric

### Uruguay 1930
Visul președintelui FIFA, Jules Rimet, s-a împlinit când Uruguay a găzduit ediția inaugurală a Campionatului Mondial de Fotbal, chiar în anul în care serba centenarul. Doar 4 naționale din Europa s-au aventurat în călătoria peste ocean (Belgia, Franța, România și Iugoslavia), iar finala s-a disputat între echipe din America de Sud, Uruguay învingându-și vecinii din Argentina cum au făcut și în 1928 în finala Olimpică. Gazdele au triumfat cu 4-2 pe noul stadion Estadio Centenario, devenind primii campioni mondiali.

### Italia 1934
Italia a învins Cehoslovacia cu 2-1 în prima finală de Campionat Mondial disputată pe pământ european cu un gol marcat în prelungiri de Angelo Schiavio. A fost prima și singura ediție în care o echipă nu și-a apărat trofeul, Uruguay refuzând să participe. Singurul meci disputat de România a fost înfrângerea cu 2-1 în fața Cehoslovaciei.

### Franța 1938
Antrenorul italian Vittorio Pozzo a făcut istorie, câștigând al doilea trofeu consecutiv cu o echipă reformată a Italiei. Italia a învins în finală pe Ungaria după ce a trecut în semifinale de Brazilia căreia îi lipsea golgeterul Leônidas da Silva. Acesta marcase 3 dintre goluri în partida cu Polonia.

### Brazilia 1950
Brazilienii au construit cel mai mare stadion al lumii, Maracanã, fiind determinați să organizeze Campionatul Mondial în ediția 1950. Totuși, visul lor de a deveni campioni mondiali s-a năruit chiar pe acest stadion, Uruguay câștigând cel de-al doilea titlu în fața a 175.000 de oameni uluiți. Nu a fost singura surpriză a turneului deoarece, debutanta Anglia, a fost învinsă de Statele Unite cu 1-0.

### Elveția 1954
Germania de Vest a fost câștigătoarea surpriză a ediției din 1954, revenind de la 2 goluri în fața Ungariei într-o finală denumită "Miracolul de la Berna". Ungaria era neînvinsă de 31 de meciuri și marcase 25 de goluri până la finală, 8 dintre ele chiar în poarta Germaniei în faza grupelor în victoria cu 8-3. Meciul fusese precedat de o altă victorie cu scor fluviu, Ungaria-Coreea 9-0. Totuși, Fritz Walter a fost cel care a ridicat trofeul Jules Rimet și nu Ferenc Puskas.

### Suedia 1958
Primul trofeu câștigat de Brazilia a fost în ediția din 1958, organizată de Suedia. În acest turneu și-a arătat clasa pentru prima dată marele jucător Pele, care avea doar 17 ani. A marcat 6 goluri, 2 dintre ele în finala împotriva Suediei. Franța a ieșit de asemenea în evidență, Just Fontaine marcând 13 goluri care au dus formația "Les Bleus" pe locul 3.

### Chile 1962
Brazilia a fost câștigătoarea meritată, păstrând trofeul după finala în care a învins-o pe Cehoslovacia cu 3-1. În acest turneu, alt mare jucător și-a arătat talentul, Garrincha. Pele fiind accidentat, Garrincha a făcut ca lipsa acestuia să nu fie simțită, purtând naționala "Seleçao" spre victorie și terminând pe primul loc din clasamentul golgheterilor.

### Anglia 1966
Țara care a inventat fotbalul, Anglia, a găsit în sfârșit formula succesului. Cele 3 goluri marcate de Geoff Hurst în finala contra Germaniei de Vest au contribuit decisiv la succes, deși discuția dacă mingea a trecut sau nu de linia porții la unul din șuturile sale continuă până astăzi. În această ediție a apărut un nou erou, este vorba despre Eusebio care a marcat 9 goluri - 4 dintre ele în poarta Coreei care a eliminat Italia - ducând Portugalia pe locul 3.

### Mexic 1970
Pentru prima dată în istorie, Campionatul Mondial a fost televizat în culori și nimic nu a strălucit mai mult decât tricoul galben al Braziliei. Cu Pele din nou în formă și Jairzinho marcând în fiecare din cele 6 meciuri, băieții lui Mario Zagalo au fost de neoprit și au învins în finală pe Italia, câștigând trofeul pentru a treia oară. Deși a fost turneul Brazilei, neamțul Gerd Muller a contribuit și el la spectacol marcând 10 goluri, devenind astfel golgheterul competiției.

### Germania 1974
Germania de Vest a fost încoronată pe propriul tărâm în 1974. Olanda lui Johan Cruyff a fost favorită înaintea finalei dar gazdele, care fuseseră învinse în faza grupelor de vecinii din Germania de Est, au revenit după un gol marcat în primul minut de olandezul Johan Neeskens. Este memorabilă și performanța Poloniei, al cărei jucător Grzegorz Lato a marcat golul victoriei în finala mică contra Braziliei.

### Argentina 1978
Argentina, țara gazdă, a câștigat trofeul pentru prima dată după ce a învins pe Olanda în prelungirile finalei. Mario Kempes a asigurat victoria marcând de 2 ori în ultimul act, de asemenea a câștigat și trofeul de golgheter al competiției. Brazilia a ratat calificarea în finală deoarece Argentina a învins cu 6-0 selecționata Perului, departajarea făcându-se la golaveraj dar a câștigat finala mică împotriva Italiei.

### Spania 1982
Paolo Rossi a fost eroul din Spania, cele 6 goluri marcate de el aducând cel de-al treilea titlu în Italia. Azzuri au învins în finală cu 3-1 Germania, echipă care câștigase primul meci decis de loviturile de departajare din istoria campionatului mondial, într-o semifinală dramatică împotriva Franței. Dacă Italia a câștigat aurul, Brazilia a fost cea mai spectaculoasă echipă, până când hat-trick-ul lui Rossi i-a eliminat din competiție.

### Mexic 1986
Campionatul Mondial de Fotbal s-a întors în Mexic în turneul dominat de driblingurile lui Diego Maradona. Argentina a învins Germania de Vest în finală dar meciul din sferturi împotriva Angliei rămâne memorabil pentru 2 dintre cele mai faimoase goluri din istorie marcate de Maradona: golul marcat cu mâna și golul marcat după o cursă fantastică începută la jumătatea terenului. Franța lui Michel Platini a fost oprită în semifinale dar a învins Belgia în finala mică.

### Italia 1990
A fost fără îndoială triumful lui Franz Beckenbauer, care a devenit campion ca antrenor al Germaniei după ce fusese campion ca jucător. Deși s-au marcat puține goluri, ediția din Italia 1990 a fost una dintre cele mai dramatice, de la golurile golgheterului italian Toto Schillaci, la lacrimile englezului Paul Gascoigne și până la sprintul spre sferturi al camerunezului Roger Milla.

### S.U.A. 1994
Ediția din America 1994 a fost un succes uriaș, având cei mai mulți suporteri prezenți, și s-a terminat cu Brazilia celebrând un nou titlu după 24 de ani. Printre starurile acestui turneu s-au numărat brazilienii Romario și Bebeto, italianul Roberto Baggio - cel care a ratat penalty-ul decisiv în prima finală decisă la 11 metri - românul Gheorghe Hagi și columbianul Carlos Valderrama. Suedia a terminat pe locul 3 după o victorie în fața Bulgariei în finala mică. România a ajuns până în sferturile de finală după ce a învins cu 3-2 pe Argentina, cea mai mare performanță din istoria naționalei României.

### Franța 1998
Țara fondatorului Cupei Mondiale, Jules Rimet, s-a bucurat de o vară fantastică, fotbaliștii francezi gustând pentru prima dată gloria Cupei Mondiale, după victoria în fața Braziliei din finala în care Zinedine Zidane a marcat 2 goluri. A fost prima ediție cu 32 de echipe participante. Printre debutante s-a numărat Croația, golurile marcate de Davor Suker ducând-o până pe locul 3. Este ultima ediție la care a participat echipa națională a României.

### Coreea de Sud și Japonia 2002
Brazilia a câștigat pentru a cincea oară trofeul după o finală în care Ronaldo a marcat ambele goluri în victoria cu 2-0 în fața Germaniei. A fost prima ediție găzduită de Asia, ambele țări organizatoare, Japonia și Coreea de Sud, ajungând până în optimi respectiv semifinale. Un turneu al surprizelor, a început cu victoria Senegalului împotriva Franței și s-a terminat cu Turcia câștigând finala mică.

### Germania 2006
Italia a câștigat pentru a patra oară trofeul, în ediția 2006 disputată în Germania, învingând Franța la loviturile de departajare. Dacă partea urâtă a competiției a fost eliminarea lui Zidane în finală, partea frumoasă a fost spiritul de echipă al italienilor. A fost o ediție specială și pentru gazde, golurile lui Miroslav Klose asigurând medalia de bronz a Germaniei.

### Africa de Sud 2010
În Africa de Sud s-a organizat primul mondial din Africa, Spania a câștigat pentru prima dată trofeul după o finală intensă disputată contra Olandei. Golul reușit în prelungiri (minutul 116) de Iniesta a marcat a treia finală pierdută de olandezi din tot atâtea jucate. În semifinale Olanda a învins Uruguay după un meci spectaculos, terminat 3-2 pentru Olanda, în cealaltă semifinală Spania învingând Germania după un meci cu o posesie amețitoare a spaniolilor, dar marcarea unui singur gol din minutul 75 al lui Puyol. În finala mică, Germania a luat bronzul a doua oară la rând, după un meci dramatic pierdut de urguayeni. Pentru a doua oară la rând cele două mari puteri ale Americii de Sud, Argentina și Brazilia, au fost eliminate în sferturi, după ce Argentina a fost umilită cu 4-0 de Germania și după ce Brazilia a pierdut 2-1 cu Olanda după dubla lui Sneijder.

### Brazilia 2014
Pentru a doua oară în istorie (după Campionatul Mondial de Fotbal 1950), turneul a fost găzduit de Brazilia. Finala s-a disputat între Germania și Argentina (pentru a treia oară în istorie, după cea din 1986 și 1990). Germania a învins după prelungiri, cu golul marcat de Mario Götze în minutul 113. Finala mică s-a jucat între Brazilia și Olanda, acolo unde Brazilia a mai bifat încă o înfrângere (0-3), după cea venită în semifinale, contra Germaniei (1-7). În semifinale, Argentina câștigase în fața Olandei la loviturile de departajare (4-2, 0-0 după prelungiri).

### Rusia 2018
Pentru prima oară Rusia organizează un Campionat Mondial, a fost și prima cupă care a avut loc în Europa de Est. Cupa a fost câștigată de Franța, care a învins Croația cu 4-2 în finală, iar Belgia a învins Anglia cu 2-0 în finala mică pentru de medalia de bronz. A fost de asemenea primul Campionat Mondial în care s-a introdus și s-a folosit sistemul arbitrului video asistent (VAR). Jucătorul croat Luka Modric a câștigat balonul de aur în timp ce jucătorul francez Kylian Mbappé a câștigat premiul pentru cel mai bun tânăr jucător (19 ani), iar Harry Kane din Anglia a câștigat de gheata de aur.

### Qatar 2022
Pentru prima oară în istorie Campionatul Mondial a fost găzduit de o țară din Orientul Mijlociu. Finala s-a disputat între Argentina și Franța. Argentina a reușit să învingă Franța după un meci dramatic terminat 3-3 după 120 de minute de joc și 4-2 la loviturile de departajare. Finala dintre Argentina și Franța este considerată cea mai frumoasă finală de Cupă Mondială din istorie. Finala mică a fost câștigată de fosta vicecampioană din 2018 Croația cu 2-1 în fața Marocului. Lionel Messi a câștigat titlul de cel mai bun jucător de la Cupa Mondială ,Kylian Mbappé a câștigat titlul de cel mai bun marcator iar  Emiliano Martínez  a câștigat trofeul pentru cel mai bun portar al cupei mondiale din Qatar.

## Participări
| Confederații          | Echipa Națională | Apariții | Turnee |
| --------------------- | ---------------- | --- | ------ |
| CONMEBOL              |                  | |        |
| Brazilia              | 22               | 1930, 1934, 1938, 1950, 1954, 1958, 1962, 1966, 1970, 1974, 1978, 1982, 1986, 1990, 1994, 1998, 2002, 2006 2010, 2014, 2018, 2022 |        |
| Argentina             | 18               | 1930, 1934, 1958, 1962, 1966, 1974, 1978, 1982, 1986, 1990, 1994, 1998, 2002, 2006, 2010, 2014, 2018, 2022                        |        |
| Uruguay               | 14               | 1930, 1950, 1954, 1962, 1966, 1970, 1974, 1986, 1990, 2002, 2010, 2014, 2018, 2022                                                |        |
| Chile                 | 9                | 1930, 1950, 1962, 1966, 1974, 1982, 1998, 2010, 2014                                                                              |        |
| Paraguay              | 8                | 1930, 1950, 1958, 1986, 1998, 2002, 2006, 2010                                                                                    |        |
| Columbia              | 6                | 1962, 1990, 1994, 1998, 2014, 2018                                                                                                |        |
| Peru                  | 5                | 1930, 1970, 1978, 1982, 2018 |        |
| Ecuador               | 4                | 2002, 2006, 2014, 2022 |        |
| Bolivia               | 3                | 1930, 1950, 1994 |        |
| UEFA                  |                  | |        |
| Germania              | 20               | 1934, 1938, 1954, 1958, 1962, 1966, 1970, 1974, 1978, 1982, 1986, 1990, 1994, 1998, 2002, 2006, 2010, 2014 2018, 2022             |        |
| Italia                | 18               | 1934, 1938, 1950, 1954, 1962, 1966, 1970, 1974, 1978, 1982, 1986, 1990, 1994, 1998, 2002, 2006, 2010, 2014                        |        |
| Anglia                | 16               | 1950, 1954, 1958, 1962, 1966, 1970, 1982, 1986, 1990, 1998, 2002, 2006, 2010, 2014, 2018, 2022                                    |        |
| Franța                | 16               | 1930, 1934, 1938, 1954, 1958, 1966, 1978, 1982, 1986, 1998, 2002, 2006, 2010, 2014, 2018, 2022                                    |        |
| Spania                | 16               | 1934, 1950, 1962, 1966, 1978, 1982, 1986, 1990, 1994, 1998, 2002, 2006, 2010, 2014, 2018, 2022                                    |        |
| Belgia                | 14               | 1930, 1934, 1938, 1954, 1970, 1982, 1986, 1990, 1994, 1998, 2002, 2014, 2018, 2022                                                |        |
| Serbia                | 13               | 1930, 1950, 1954, 1958, 1962, 1974, 1982, 1990, 1998, 2006, 2010, 2018, 2022                                                      |        |
| Suedia                | 12               | 1934, 1938, 1950, 1958, 1970, 1974, 1978, 1990, 1994, 2002, 2006, 2018                                                            |        |
| Elveția               | 12               | 1934, 1938, 1950, 1954, 1962, 1966, 1994, 2006, 2010, 2014, 2018, 2022                                                            |        |
| Rusia                 | 11               | 1958, 1962, 1966, 1970, 1982, 1986, 1990, 1994, 2002, 2014, 2018                                                                  |        |
| Țările de Jos         | 11               | 1934, 1938, 1974, 1978, 1990, 1994, 1998, 2006, 2010, 2014, 2022                                                                  |        |
| Cehia                 | 9                | 1934, 1938, 1954, 1958, 1962, 1970, 1982, 1990, 2006                                                                              |        |
| Ungaria               | 9                | 1934, 1938, 1954, 1958, 1962, 1966, 1978, 1982, 1986                                                                              |        |
| Polonia               | 9                | 1938, 1974, 1978, 1982, 1986, 2002, 2006, 2018, 2022                                                                              |        |
| Scoția                | 8                | 1954, 1958, 1974, 1978, 1982, 1986, 1990, 1998                                                                                    |        |
| Austria               | 8                | 1934, 1938, 1954, 1958, 1978, 1982, 1990, 1998                                                                                    |        |
| Portugalia            | 8                | 1966, 1986, 2002, 2006, 2010, 2014, 2018, 2022                                                                                    |        |
| România               | 7                | 1930, 1934, 1938, 1970, 1990, 1994, 1998                                                                                          |        |
| Bulgaria              | 7                | 1962, 1966, 1970, 1974, 1986, 1994, 1998                                                                                          |        |
| Croația               | 6                | 1998, 2002, 2006, 2014, 2018, 2022                                                                                                |        |
| Danemarca             | 6                | 1986, 1998, 2002, 2010, 2018, 2022                                                                                                |        |
| Grecia                | 3                | 1994, 2010, 2014 |        |
| Republica Irlanda     | 3                | 1990, 1994, 2002 |        |
| Norvegia              | 3                | 1938, 1994, 1998 |        |
| Irlanda de Nord       | 3                | 1958, 1982, 1986 |        |
| Slovenia              | 2                | 2002, 2010 |        |
| Turcia                | 2                | 1954, 2002 |        |
| Țara Galilor          | 2                | 1958, 2022 |        |
| Ucraina               | 1                | 2006 |        |
| Slovacia              | 1                | 2010 |        |
| Bosnia                | 1                | 2014 |        |
| Islanda               | 1                | 2018 |        |
| CONCACAF              |                  | |        |
| Mexic                 | 17               | 1930, 1950, 1954, 1958, 1962, 1966, 1970, 1978, 1986, 1994, 1998, 2002, 2006, 2010, 2014, 2018, 2022                              |        |
| Statele Unite         | 11               | 1930, 1934, 1950, 1990, 1994, 1998, 2002, 2006, 2010, 2014, 2022                                                                  |        |
| Costa Rica            | 6                | 1990, 2002, 2006, 2014, 2018, 2022                                                                                                |        |
| Honduras              | 3                | 1982, 2010, 2014 |        |
| El Salvador           | 2                | 1970, 1982 |        |
| Canada                | 2                | 1986, 2022 |        |
| Panama                | 1                | 2018 |        |
| Trinidad și Tobago    | 1                | 2006 |        |
| Jamaica               | 1                | 1998 |        |
| Haiti                 | 1                | 1974 |        |
| Cuba                  | 1                | 1938 |        |
| CAF                   |                  | |        |
| Camerun               | 8                | 1982, 1990, 1994, 1998, 2002, 2010, 2014, 2022                                                                                    |        |
| Maroc                 | 6                | 1970, 1986, 1994, 1998, 2018, 2022                                                                                                |        |
| Tunisia               | 6                | 1978, 1998, 2002, 2006, 2018, 2022                                                                                                |        |
| Nigeria               | 6                | 1994, 1998, 2002, 2010, 2014, 2018                                                                                                |        |
| Algeria               | 5                | 1982, 1986, 2002, 2010, 2014 |        |
| Ghana                 | 4                | 2006, 2010, 2014, 2022 |        |
| Egipt                 | 3                | 1934, 1990, 2018 |        |
| Africa de Sud         | 3                | 1998, 2002, 2010 |        |
| Senegal               | 3                | 2002, 2018, 2022 |        |
| Coasta de Fildeș      | 3                | 2006, 2010, 2014 |        |
| Togo                  | 1                | 2006 |        |
| Angola                | 1                | 2006 |        |
| RD Congo✶             | 1                | 1974 |        |
| AFC                   |                  | |        |
| Coreea de Sud         | 11               | 1954, 1986, 1990, 1994, 1998, 2002, 2006, 2010, 2014, 2018, 2022                                                                  |        |
| Japonia               | 7                | 1998, 2002, 2006, 2010, 2014, 2018, 2022                                                                                          |        |
| Iran                  | 6                | 1978, 1998, 2006, 2014, 2018, 2022                                                                                                |        |
| Arabia Saudită        | 6                | 1994, 1998, 2002, 2006, 2018, 2022                                                                                                |        |
| Australia✶            | 4                | 2010, 2014, 2018, 2022 |        |
| Coreea de Nord        | 2                | 1966, 2010 |        |
| Qatar                 | 1                | 2022 |        |
| China                 | 1                | 2002 |        |
| Emiratele Arabe Unite | 1                | 1990 |        |
| Irak                  | 1                | 1986 |        |
| Kuweit                | 1                | 1982 |        |
| Israel✶               | 1                | 1970 |        |
| Indonezia             | 1                | 1938 |        |
| OFC                   |                  | |        |
| Australia✶            | 2                | 1974, 2006 |        |
| Noua Zeelandă         | 2                | 1982, 2010 |        |

✶ La campionatul mondial din 1974, Republica Democrată Congo a jucat cu numele de stat de atunci  Zair. Israel a concurat în calificările la Cupa Mondială pentru trei confederații diferite, concurând pentru Confederația de Fotbal din Asia și Confederația de Fotbal din Oceania, înainte de a se stabili în Europa ca membru al Uniunii Asociațiilor Europene de Fotbal din 1994. Australia este în prezent membru al Confederației de Fotbal din Asia (AFC), de la plecarea din Confederația de Fotbal din Oceania (OFC) în 2006.

## Câștigătoare și finaliste
| Echipa Națională | Campioni                         | Finaliști                  |
| ---------------- | -------------------------------- | -------------------------- |
| Brazilia         | 5 (1958, 1962, 1970, 1994, 2002) | 2 (1950, 1998)             |
| Germania         | 4 (1954, 1974, 1990, 2014)       | 4 (1966, 1982, 1986, 2002) |
| Italia           | 4 (1934, 1938, 1982, 2006)       | 2 (1970, 1994)             |
| Argentina        | 3 (1978, 1986, 2022)             | 3 (1930, 1990, 2014)       |
| Franța           | 2 (1998, 2018)                   | 2 (2006, 2022)             |
| Uruguay          | 2 (1930, 1950)                   |                            |
| Anglia           | 1 (1966)                         |                            |
| Spania           | 1 (2010)                         |                            |
| Țările de Jos    | –                                | 3 (1974, 1978, 2010)       |
| Cehia✶           | –                                | 2 (1934, 1962)             |
| Ungaria          | –                                | 2 (1938, 1954)             |
| Suedia           | –                                | 1 (1958)                   |
| Croația          | –                                | 1 (2018)                   |

## Finale
Per total, 76 de națiuni au bifat cel puțin o prezență la un turneu final de Campionat Mondial. Dintre toate acestea, opt echipe naționale au câștigat Campionatul Mondial.
Cu cinci titluri, Brazilia este echipa cu cele mai multe câștigate, dar și singura națiune care a jucat la fiecare ediție (21) până la momentul actual. Italia (1934 și 1938) și Brazilia (1958 și 1962) sunt singurele națiuni care au câștigat două titluri consecutive. Germania de Vest (1982–1990) și Brazilia (1994–2002) sunt singurele națiuni care au apărut în trei finale consecutive ale Campionatului Mondial. Germania are cele mai multe poziții pe podium (13).
| Mare | Campioană | Scor | Finalistă | Mică | Locul 3 | Scor | Locul 4 |
| ---- | --------- | ---- | --------- | ---- | ------- | ---- | ------- |

| 2022 | Argentina ✠ | 3 - 3 4 : 2 | Franța        | 2022 | Croația       | 2 - 1      | Maroc         |
| 2018 | Franța      | 4 - 2       | Croația       | 2018 | Belgia        | 2 - 0      | Anglia        |
| 2014 | Germania    | 1 - 0       | Argentina     | 2014 | Țările de Jos | 3 - 0      | Brazilia      |
| 2010 | Spania      | 1 - 0       | Țările de Jos | 2010 | Germania      | 3 - 2      | Uruguay       |
| 2006 | Italia ✠    | 1 - 1 5 : 3 | Franța        | 2006 | Germania      | 3 - 1      | Portugalia    |
| 2002 | Brazilia    | 2 - 0       | Germania      | 2002 | Turcia        | 3 - 2      | Coreea de Sud |
| 1998 | Franța      | 3 - 0       | Brazilia      | 1998 | Croația       | 2 - 1      | Țările de Jos |
| 1994 | Brazilia ✠  | 0 - 0 3 : 2 | Italia        | 1994 | Suedia        | 4 - 0      | Bulgaria      |
| 1990 | Germania    | 1 - 0       | Argentina     | 1990 | Italia        | 2 - 1      | Anglia        |
| 1986 | Argentina   | 3 - 2       | Germania      | 1986 | Franța        | 4 - 2      | Belgia        |
| 1982 | Italia      | 3 - 1       | Germania      | 1982 | Polonia       | 3 - 2      | Franța        |
| 1978 | Argentina   | 3 - 1       | Țările de Jos | 1978 | Brazilia      | 2 - 1      | Italia        |
| 1974 | Germania    | 2 - 1       | Țările de Jos | 1974 | Polonia       | 1 - 0      | Brazilia      |
| 1970 | Brazilia    | 4 - 1       | Italia        | 1970 | Germania      | 1 - 0      | Uruguay       |
| 1966 | Anglia      | 4 - 2       | Germania      | 1966 | Portugalia    | 2 - 1      | Rusia ‡       |
| 1962 | Brazilia    | 3 - 1       | Cehia         | 1962 | Chile         | 1 - 0      | Serbia        |
| 1958 | Brazilia    | 5 - 2       | Suedia        | 1958 | Franța        | 6 - 3      | Germania      |
| 1954 | Germania ‡  | 3 - 2       | Ungaria       | 1954 | Austria       | 3 - 1      | Uruguay       |
| 1950 | Uruguay     | [ note 1 ]  | Brazilia      | 1950 | Suedia        | [ note 1 ] | Spania        |
| 1938 | Italia      | 4 - 2       | Ungaria       | 1938 | Brazilia      | 4 - 2      | Suedia        |
| 1934 | Italia      | 2 - 1       | Cehia ‡       | 1934 | Germania      | 3 - 2      | Austria       |
| 1930 | Uruguay     | 4 - 2       | Argentina     | 1930 | Statele Unite | [ note 2 ] | Serbia ‡      |

Note
1. 1 2  În anul 1950 nu a existat o finală.[9] Campioana a fost decisă după disputarea meciurilor într-o grupă de 4 echipe (Uruguay, Brazilia, Suedia, și Spania). Totuși, înaintea ultimei etape doar Brazilia și Uruguay mai puteau câștiga grupa. Aceste 2 echipe urmau să se întâlnească chiar în ultima etapă. Un egal ar fi avantajat Brazilia deoarece avea 1 punct mai mult. Dar Uruguay a învins Brazilia cu 2–1 și a câștigat competiția, acest meci fiind considerat de facto finala din 1950.[10] La fel și meciul dintre Spania și Suedia poate fi considerat meciul pentru locul trei.
2. ↑  În 1930 nu a existat un meci oficial pentru locul 3; Statele Unite și Iugoslavia pierzând în semifinale. Acum, FIFA recunoaște Statele Unite ca deținătoarea locului trei, iar Iugoslavia locul 4, conform statisticilor echipelor în cadrul turneului.[11]

## Finala Mică
| Echipa Națională | Locul 3                    | Locul 4              |
| ---------------- | -------------------------- | -------------------- |
| Germania         | 4 (1934, 1970, 2006, 2010) | 1 (1958)             |
| Brazilia         | 2 (1938, 1978)             | 2 (1974, 2014)       |
| Suedia           | 2 (1950, 1994)             | 1 (1938)             |
| Franța           | 2 (1958, 1986)             | 1 (1982)             |
| Polonia          | 2 (1974, 1982)             | –                    |
| Croația          | 2 (1998, 2022)             | –                    |
| Austria          | 1 (1954)                   | 1 (1934)             |
| Portugalia       | 1 (1966)                   | 1 (2006)             |
| Italia           | 1 (1990)                   | 1 (1978)             |
| Țările de Jos    | 1 (2014)                   | 1 (1998)             |
| Belgia           | 1 (2018)                   | 1 (1986)             |
| Statele Unite    | 1 (1930)                   | –                    |
| Chile            | 1 (1962)                   | –                    |
| Turcia           | 1 (2002)                   | –                    |
| Uruguay          | –                          | 3 (1954, 1970, 2010) |
| Serbia✶          | –                          | 2 (1930, 1962)       |
| Anglia           | –                          | 2 (1990, 2018)       |
| Spania           | –                          | 1 (1950)             |
| Rusia✶           | –                          | 1 (1966)             |
| Bulgaria         | –                          | 1 (1994)             |
| Coreea de Sud    | –                          | 1 (2002)             |
| Maroc            | –                          | 1 (2022)             |

## Goluri pe ediții
| Turneu | Goluri | Turneu | Goluri | Turneu | Goluri | Turneu | Goluri | Turneu | Goluri | Turneu | Goluri |

| 2010 | 145 | 2014 | 171 | 2018 | 169 | 2022 | 172 | 2026 |     | 2030 |     |
| 1986 | 132 | 1990 | 115 | 1994 | 141 | 1998 | 171 | 2002 | 161 | 2006 | 147 |
| 1962 | 89  | 1966 | 89  | 1970 | 95  | 1974 | 97  | 1978 | 102 | 1982 | 146 |
| 1930 | 70  | 1934 | 69  | 1938 | 84  | 1950 | 88  | 1954 | 140 | 1958 | 124 |

## Semifinale
- Tabel cu echipele naționale din întreaga  lume care au jucat cel puțin o semifinală.

| Echipa Națională                                                  | Apariții | Anii                                                                   |
| ----------------------------------------------------------------- | -------- | ---------------------------------------------------------------------- |
| Germania                                                          | 12       | 1934, 1954, 1958, 1966, 1970, 1982, 1986, 1990, 2002, 2006, 2010, 2014 |
| Brazilia                                                          | 8        | 1938, 1958, 1962, 1970, 1994, 1998, 2002, 2014                         |
| Italia                                                            | 7        | 1934, 1938, 1970, 1982, 1990, 1994, 2006                               |
| Franța                                                            | 7        | 1958, 1982, 1986, 1998, 2006, 2018, 2022                               |
| Argentina                                                         | 6        | 1930,1978, 1986, 1990, 2014, 2022                                      |
| Uruguay                                                           | 4        | 1930, 1954, 1970, 2010                                                 |
| Suedia                                                            | 3        | 1938, 1958, 1994                                                       |
| Anglia                                                            | 3        | 1966, 1990, 2018                                                       |
| Țările de Jos                                                     | 3        | 1998, 2010, 2014                                                       |
| Croația                                                           | 3        | 1998, 2018, 2022                                                       |
| Serbia                                                            | 2        | 1930, 1962                                                             |
| Austria                                                           | 2        | 1934, 1954                                                             |
| Cehia                                                             | 2        | 1934, 1962                                                             |
| Ungaria                                                           | 2        | 1938, 1954                                                             |
| Portugalia                                                        | 2        | 1966, 2006                                                             |
| Belgia                                                            | 2        | 1986, 2018                                                             |
| Statele Unite                                                     | 1        | 1930                                                                   |
| Chile                                                             | 1        | 1962                                                                   |
| Rusia                                                             | 1        | 1966                                                                   |
| Polonia                                                           | 1        | 1982                                                                   |
| Bulgaria                                                          | 1        | 1994                                                                   |
| Turcia                                                            | 1        | 2002                                                                   |
| Coreea de Sud                                                     | 1        | 2002                                                                   |
| Spania                                                            | 1        | 2010                                                                   |
| Maroc                                                             | 1        | 2022                                                                   |
| Total = 25 de echipe s-au calificat în această fază a competiției |          |                                                                        |

## Sferturi de finală
- Tabel cu echipele naționale, care au fost eliminate în faza sferturilor de finală.

| Echipa Națională                                              | Apariții | Anii                                     |
| ------------------------------------------------------------- | -------- | ---------------------------------------- |
| Anglia                                                        | 7        | 1954, 1962, 1970, 1986, 2002, 2006, 2022 |
| Brazilia                                                      | 6        | 1954, 1986, 2006, 2010, 2018, 2022       |
| Spania                                                        | 4        | 1934, 1986, 1994, 2002                   |
| Rusia                                                         | 4        | 1958, 1962, 1970, 2018                   |
| Argentina                                                     | 4        | 1966, 1998, 2006, 2010                   |
| Elveția                                                       | 3        | 1934, 1938, 1954                         |
| Ungaria                                                       | 3        | 1934, 1962, 1966                         |
| Serbia                                                        | 3        | 1954, 1958, 1990                         |
| Germania                                                      | 3        | 1962, 1994, 1998                         |
| Cehia                                                         | 2        | 1938, 1990                               |
| Suedia                                                        | 2        | 1934, 2018                               |
| Franța                                                        | 2        | 1938, 2014                               |
| Uruguay                                                       | 2        | 1966, 2018                               |
| Mexic                                                         | 2        | 1970, 1986                               |
| Țările de Jos                                                 | 2        | 1994, 2022                               |
| Cuba                                                          | 1        | 1938                                     |
| Irlanda de Nord                                               | 1        | 1958                                     |
| Țara Galilor                                                  | 1        | 1958                                     |
| Coreea de Nord                                                | 1        | 1966                                     |
| Peru                                                          | 1        | 1970                                     |
| Camerun                                                       | 1        | 1990                                     |
| Republica Irlanda                                             | 1        | 1990                                     |
| România                                                       | 1        | 1994                                     |
| Danemarca                                                     | 1        | 1998                                     |
| Italia                                                        | 1        | 1998                                     |
| Senegal                                                       | 1        | 2002                                     |
| Statele Unite ale Americii                                    | 1        | 2002                                     |
| Ucraina                                                       | 1        | 2006                                     |
| Ghana                                                         | 1        | 2010                                     |
| Paraguay                                                      | 1        | 2010                                     |
| Belgia                                                        | 1        | 2014                                     |
| Columbia                                                      | 1        | 2014                                     |
| Costa Rica                                                    | 1        | 2014                                     |
| Portugalia                                                    | 1        | 2022                                     |
| Total = 34 de echipe au pierdut în această fază a competiției |          |                                          |

## Optimi de finală
- Tabel cu echipele naționale, care au fost eliminate în faza optimilor de finală.

| Echipa Națională  | Apariții | Anii                                     |
| ----------------- | -------- | ---------------------------------------- |
| Mexic             | 7        | 1994, 1998, 2002, 2006, 2010, 2014, 2018 |
| Belgia            | 5        | 1934, 1938, 1990, 1994, 2002             |
| Statele Unite     | 5        | 1934, 1994, 2010, 2014, 2022             |
| Elveția           | 5        | 1994, 2006, 2014, 2018, 2022             |
| Țările de Jos     | 4        | 1934, 1938, 1990, 2006                   |
| România           | 4        | 1934, 1938, 1990, 1998                   |
| Japonia           | 4        | 2002, 2010, 2018, 2022                   |
| Spania            | 4        | 1990, 2006, 2018, 2022                   |
| Argentina         | 3        | 1934, 1994, 2018                         |
| Uruguay           | 3        | 1986, 1990, 2014                         |
| Paraguay          | 3        | 1986, 1998, 2002                         |
| Danemarca         | 3        | 1986, 2002, 2018                         |
| Nigeria           | 3        | 1994, 1998, 2014                         |
| Chile             | 3        | 1998, 2010, 2014                         |
| Polonia           | 3        | 1938, 1986, 2022                         |
| Brazilia          | 2        | 1934, 1990                               |
| Norvegia          | 2        | 1938, 1998                               |
| Italia            | 2        | 1986, 2002                               |
| Columbia          | 2        | 1990, 2018                               |
| Republica Irlanda | 2        | 1994, 2002                               |
| Anglia            | 2        | 1998, 2010                               |
| Suedia            | 2        | 2002, 2006                               |
| Portugalia        | 2        | 2010, 2018                               |

| Echipa Națională                                              | Apariții | Anii       |
| ------------------------------------------------------------- | -------- | ---------- |
| Australia                                                     | 2        | 2006, 2022 |
| Coreea de Sud                                                 | 2        | 2010, 2022 |
| Egipt                                                         | 1        | 1934       |
| Franța                                                        | 1        | 1934       |
| Austria                                                       | 1        | 1938       |
| Germania                                                      | 1        | 1938       |
| Indonezia                                                     | 1        | 1938       |
| Bulgaria                                                      | 1        | 1986       |
| Maroc                                                         | 1        | 1986       |
| Rusia                                                         | 1        | 1986       |
| Costa Rica                                                    | 1        | 1990       |
| Arabia Saudită                                                | 1        | 1994       |
| Croația                                                       | 1        | 1998       |
| Serbia                                                        | 1        | 1998       |
| Ecuador                                                       | 1        | 2006       |
| Ghana                                                         | 1        | 2006       |
| Slovacia                                                      | 1        | 2010       |
| Algeria                                                       | 1        | 2014       |
| Grecia                                                        | 1        | 2014       |
| Senegal                                                       | 1        | 2022       |
| Total = 43 de echipe au pierdut în această fază a competiției |          |            |

## Faza Grupelor
| Naționala     | De câte ori | Turnee                             | Naționala     | De câte ori | Turnee     | Naționala | De câte ori | Turnee     |
| ------------- | ----------- | ---------------------------------- | ------------- | ----------- | ---------- | --------- | ----------- | ---------- |
| Brazilia      | 6           | 1970, 1982, 1986, 1990, 2002, 2006 | Portugalia    | 2           | 1966, 2006 | Belgia    | 2           | 2014, 2018 |
| Uruguay       | 4           | 1930, 1950, 1954, 2018             | Franța        | 2           | 1982, 1998 | Polonia   | 1           | 1974       |
| Argentina     | 4           | 1930, 1998, 2010, 2014             | Serbia        | 1           | 1930       | Anglia    | 1           | 1982       |
| Spania        | 3           | 1950, 2002, 2006                   | Statele Unite | 1           | 1930       | Danemarca | 1           | 1986       |
| Germania      | 3           | 1970, 1974, 2006                   | Austria       | 1           | 1954       | Columbia  | 1           | 2014       |
| Țările de Jos | 3           | 1974, 2010, 2014                   | Ungaria       | 1           | 1954       | Croația   | 1           | 2018       |
| Italia        | 3           | 1978, 1982, 1990                   | Rusia         | 1           | 1966       |           |             |            |

## Gazde
| Țări          | De câte ori | Turnee           | Țări     | De câte ori | Turnee     | Țări          | De câte ori | Turnee     |
| ------------- | ----------- | ---------------- | -------- | ----------- | ---------- | ------------- | ----------- | ---------- |
| Mexic         | 3           | 1970, 1986, 2026 | Italia   | 2           | 1934, 1990 | Franța        | 2           | 1938, 1998 |
| Brazilia      | 2           | 1950, 2014       | Germania | 2           | 1974, 2006 | Statele Unite | 2           | 1994, 2026 |
| Uruguay       | 1           | 1930             | Elveția  | 1           | 1954       | Suedia        | 1           | 1958       |
| Chile         | 1           | 1962             | Anglia   | 1           | 1966       | Argentina     | 1           | 1978       |
| Spania        | 1           | 1982             | Japonia  | 1           | 2002       | Coreea de Sud | 1           | 2002       |
| Africa de Sud | 1           | 2010             | Rusia    | 1           | 2018       | Qatar         | 1           | 2022       |
| Canada        | 1           | 2026             |          |             |            |               |             |            |

## Sumar
| Echipa Națională                        | 1930 | 1934 | 1938 | 1950 | 1954 | 1958 | 1962 | 1966 | 1970 | 1974 | 1978 | 1982 | 1986 | 1990 | 1994 | 1998 | 2002 | 2006 | 2010 | 2014 | 2018 | 2022 | 2026 |
| --------------------------------------- | ---- | ---- | ---- | ---- | ---- | ---- | ---- | ---- | ---- | ---- | ---- | ---- | ---- | ---- | ---- | ---- | ---- | ---- | ---- | ---- | ---- | ---- | ---- |
| Naționale din America de Sud – CONMEBOL |      |      |      |      |      |      |      |      |      |      |      |      |      |      |      |      |      |      |      |      |      |      |      |
| Argentina                               | 2    | OP   | •    | •    | •    | G    | G    | QF   | •    | R2   | 1    | R2   | 1    | 2    | OP   | QF   | G    | QF   | QF   | 2    | OP   | 1    |      |
| Bolivia                                 | G    | •    | •    | G    | •    | •    | •    | •    | •    | •    | •    | •    | •    | •    | G    | •    | •    | •    | •    | •    | •    | •    |      |
| Brazilia                                | G    | OP   | 3    | 2    | QF   | 1    | 1    | G    | 1    | 4    | 3    | R2   | QF   | OP   | 1    | 2    | 1    | QF   | QF   | 4    | QF   | QF   |      |
| Chile                                   | G    | •    | •    | G    | •    | •    | 3    | G    | •    | R1   | •    | R1   | •    | •    | •    | OP   | •    | •    | OP   | OP   | •    | •    |      |
| Columbia                                | •    | •    | •    | •    | •    | •    | G    | •    | •    | •    | •    | •    | •    | OP   | G    | G    | •    | •    | •    | QF   | OP   | •    |      |
| Ecuador                                 | •    | •    | •    | •    | •    | •    | •    | •    | •    | •    | •    | •    | •    | •    | •    | •    | G    | OP   | •    | G    | •    | G    |      |
| Paraguay                                | G    | •    | •    | G    | •    | G    | •    | •    | •    | •    | •    | •    | OP   | •    | •    | OP   | OP   | G    | QF   | •    | •    | •    |      |
| Peru                                    | G    | •    | •    | •    | •    | •    | •    | •    | QF   | •    | R2   | R1   | •    | •    | •    | •    | •    | •    | •    | •    | G    | •    |      |
| Uruguay                                 | 1    | •    | •    | 1    | 4    | •    | G    | QF   | 4    | R1   | •    | •    | OP   | OP   | •    | •    | G    | •    | 4    | OP   | QF   | G    |      |
| Naționale din Europa – UEFA             |      |      |      |      |      |      |      |      |      |      |      |      |      |      |      |      |      |      |      |      |      |      |      |
| Anglia                                  |      |      |      |      |      |      |      |      |      |      |      |      |      |      |      |      |      |      |      |      |      |      |      |
| Austria                                 |      |      |      |      |      |      |      |      |      |      |      |      |      |      |      |      |      |      |      |      |      |      |      |
| Belgia                                  |      |      |      |      |      |      |      |      |      |      |      |      |      |      |      |      |      |      |      |      |      |      |      |
| Bosnia                                  |      |      |      |      |      |      |      |      |      |      |      |      |      |      |      |      |      |      |      |      |      |      |      |
| Bulgaria                                |      |      |      |      |      |      |      |      |      |      |      |      |      |      |      |      |      |      |      |      |      |      |      |
| Cehia                                   |      |      |      |      |      |      |      |      |      |      |      |      |      |      |      |      |      |      |      |      |      |      |      |
| Croația                                 |      |      |      |      |      |      |      |      |      |      |      |      |      |      |      |      |      |      |      |      |      |      |      |
| Danemarca                               |      |      |      |      |      |      |      |      |      |      |      |      |      |      |      |      |      |      |      |      |      |      |      |
| Elveția                                 |      |      |      |      |      |      |      |      |      |      |      |      |      |      |      |      |      |      |      |      |      |      |      |
| Franța                                  |      |      |      |      |      |      |      |      |      |      |      |      |      |      |      |      |      |      |      |      |      |      |      |
| Germania                                |      |      |      |      |      |      |      |      |      |      |      |      |      |      |      |      |      |      |      |      |      |      |      |
| Grecia                                  |      |      |      |      |      |      |      |      |      |      |      |      |      |      |      |      |      |      |      |      |      |      |      |
| Irlanda de Nord                         |      |      |      |      |      |      |      |      |      |      |      |      |      |      |      |      |      |      |      |      |      |      |      |
| Islanda                                 |      |      |      |      |      |      |      |      |      |      |      |      |      |      |      |      |      |      |      |      |      |      |      |
| Italia                                  |      |      |      |      |      |      |      |      |      |      |      |      |      |      |      |      |      |      |      |      |      |      |      |
| Norvegia                                |      |      |      |      |      |      |      |      |      |      |      |      |      |      |      |      |      |      |      |      |      |      |      |
| Polonia                                 |      |      |      |      |      |      |      |      |      |      |      |      |      |      |      |      |      |      |      |      |      |      |      |
| Portugalia                              |      |      |      |      |      |      |      |      |      |      |      |      |      |      |      |      |      |      |      |      |      |      |      |
| Rep. Irlanda                            |      |      |      |      |      |      |      |      |      |      |      |      |      |      |      |      |      |      |      |      |      |      |      |
| România                                 |      |      |      |      |      |      |      |      |      |      |      |      |      |      |      |      |      |      |      |      |      |      |      |
| Rusia                                   |      |      |      |      |      |      |      |      |      |      |      |      |      |      |      |      |      |      |      |      |      |      |      |
| Serbia                                  |      |      |      |      |      |      |      |      |      |      |      |      |      |      |      |      |      |      |      |      |      |      |      |
| Scoția                                  |      |      |      |      |      |      |      |      |      |      |      |      |      |      |      |      |      |      |      |      |      |      |      |
| Slovacia                                |      |      |      |      |      |      |      |      |      |      |      |      |      |      |      |      |      |      |      |      |      |      |      |
| Slovenia                                |      |      |      |      |      |      |      |      |      |      |      |      |      |      |      |      |      |      |      |      |      |      |      |
| Spania                                  |      |      |      |      |      |      |      |      |      |      |      |      |      |      |      |      |      |      |      |      |      |      |      |
| Suedia                                  |      |      |      |      |      |      |      |      |      |      |      |      |      |      |      |      |      |      |      |      |      |      |      |
| Turcia                                  |      |      |      |      |      |      |      |      |      |      |      |      |      |      |      |      |      |      |      |      |      |      |      |
| Țara Galilor                            |      |      |      |      |      |      |      |      |      |      |      |      |      |      |      |      |      |      |      |      |      |      |      |
| Țările de Jos                           |      |      |      |      |      |      |      |      |      |      |      |      |      |      |      |      |      |      |      |      |      |      |      |
| Ucraina                                 |      |      |      |      |      |      |      |      |      |      |      |      |      |      |      |      |      |      |      |      |      |      |      |
| Ungaria                                 |      |      |      |      |      |      |      |      |      |      |      |      |      |      |      |      |      |      |      |      |      |      |      |
| Echipa Națională                        | 1930 | 1934 | 1938 | 1950 | 1954 | 1958 | 1962 | 1966 | 1970 | 1974 | 1978 | 1982 | 1986 | 1990 | 1994 | 1998 | 2002 | 2006 | 2010 | 2014 | 2018 | 2022 | 2026 |
| Naționale din Africa – CAF              |      |      |      |      |      |      |      |      |      |      |      |      |      |      |      |      |      |      |      |      |      |      |      |
| Africa de Sud                           |      |      |      |      |      |      |      |      |      |      |      |      |      |      |      |      |      |      |      |      |      |      |      |
| Algeria                                 |      |      |      |      |      |      |      |      |      |      |      |      |      |      |      |      |      |      |      |      |      |      |      |
| Angola                                  |      |      |      |      |      |      |      |      |      |      |      |      |      |      |      |      |      |      |      |      |      |      |      |
| Camerun                                 |      |      |      |      |      |      |      |      |      |      |      |      |      |      |      |      |      |      |      |      |      |      |      |
| RD Congo                                |      |      |      |      |      |      |      |      |      |      |      |      |      |      |      |      |      |      |      |      |      |      |      |
| Coasta de Fildeș                        |      |      |      |      |      |      |      |      |      |      |      |      |      |      |      |      |      |      |      |      |      |      |      |
| Egipt                                   |      |      |      |      |      |      |      |      |      |      |      |      |      |      |      |      |      |      |      |      |      |      |      |
| Ghana                                   |      |      |      |      |      |      |      |      |      |      |      |      |      |      |      |      |      |      |      |      |      |      |      |
| Maroc                                   |      |      |      |      |      |      |      |      |      |      |      |      |      |      |      |      |      |      |      |      |      |      |      |
| Nigeria                                 |      |      |      |      |      |      |      |      |      |      |      |      |      |      |      |      |      |      |      |      |      |      |      |
| Senegal                                 |      |      |      |      |      |      |      |      |      |      |      |      |      |      |      |      |      |      |      |      |      |      |      |
| Togo                                    |      |      |      |      |      |      |      |      |      |      |      |      |      |      |      |      |      |      |      |      |      |      |      |
| Tunisia                                 |      |      |      |      |      |      |      |      |      |      |      |      |      |      |      |      |      |      |      |      |      |      |      |
| Total                                   | 4    | 4    | 4    | 4    | 4    | 8    | 8    | 8    | 8    | 16   | 16   | 16   | 16   | 16   | 24   | 24   |      |      |      |      |      |      |      |

## Clasament
| Turneu | 1st | 2nd | 3rd | 4th | Turneu | 1st | 2nd | 3rd | 4th | Turneu | 1st | 2nd | 3rd | 4th |

| 2022 | Argentina | Franța        | Croația                    | Maroc         | 2026 |           |               |               |               | 2030 |          |          |          |            |
| 2010 | Spania    | Țările de Jos | Germania                   | Uruguay       | 2014 | Germania  | Argentina     | Țările de Jos | Brazilia      | 2018 | Franța   | Croația  | Belgia   | Anglia     |
| 1998 | Franța    | Brazilia      | Croația                    | Țările de Jos | 2002 | Brazilia  | Germania      | Turcia        | Coreea de Sud | 2006 | Italia   | Franța   | Germania | Portugalia |
| 1986 | Argentina | Germania      | Franța                     | Belgia        | 1990 | Germania  | Argentina     | Italia        | Anglia        | 1994 | Brazilia | Italia   | Suedia   | Bulgaria   |
| 1974 | Germania  | Țările de Jos | Polonia                    | Brazilia      | 1978 | Argentina | Țările de Jos | Brazilia      | Italia        | 1982 | Italia   | Germania | Polonia  | Franța     |
| 1962 | Brazilia  | Cehia         | Chile                      | Serbia        | 1966 | Anglia    | Germania      | Portugalia    | Rusia         | 1970 | Brazilia | Italia   | Germania | Uruguay    |
| 1950 | Uruguay   | Brazilia      | Suedia                     | Spania        | 1954 | Germania  | Ungaria       | Austria       | Uruguay       | 1958 | Brazilia | Suedia   | Franța   | Germania   |
| 1930 | Uruguay   | Argentina     | Statele Unite ale Americii | Serbia        | 1934 | Italia    | Cehia         | Germania      | Austria       | 1938 | Italia   | Ungaria  | Brazilia | Suedia     |

## Top Medalii
| Locul | Naționala                  |   |   |   | Locul 4 |    |
| ----- | -------------------------- | - | - | - | ------- | -- |
| 1     | Brazilia                   | 5 | 2 | 2 | 2       | 9  |
| 2     | Germania                   | 4 | 4 | 4 | 1       | 12 |
| 3     | Italia                     | 4 | 2 | 1 | 1       | 7  |
| 4     | Argentina                  | 3 | 3 | 0 | -       | 6  |
| 5     | Franța                     | 2 | 2 | 2 | 1       | 6  |
| 6     | Uruguay                    | 2 | 0 | 0 | 3       | 2  |
| 7     | Anglia                     | 1 | 0 | 0 | 2       | 1  |
| 8     | Spania                     | 1 | 0 | 0 | 1       | 1  |
| 9     | Țările de Jos              | 0 | 3 | 1 | 1       | 4  |
| 10    | Cehoslovacia#              | 0 | 2 | 0 | -       | 2  |
| 10    | Ungaria                    | 0 | 2 | 0 | -       | 2  |
| 11    | Suedia                     | 0 | 1 | 2 | 1       | 3  |
| 12    | Croația                    | 0 | 1 | 2 | -       | 3  |
| 13    | Polonia                    | 0 | 0 | 2 | -       | 2  |
| 14    | Austria                    | 0 | 0 | 1 | 1       | 1  |
| 14    | Belgia                     | 0 | 0 | 1 | 1       | 1  |
| 14    | Portugalia                 | 0 | 0 | 1 | 1       | 1  |
| 15    | Statele Unite ale Americii | 0 | 0 | 1 | -       | 1  |
| 15    | Chile                      | 0 | 0 | 1 | -       | 1  |
| 15    | Turcia                     | 0 | 0 | 1 | -       | 1  |
| 16    | Serbia                     | 0 | 0 | 0 | 2       | 0  |
| 17    | Bulgaria                   | 0 | 0 | 0 | 1       | 0  |
| 17    | Coreea de Sud              | 0 | 0 | 0 | 1       | 0  |
| 17    | Maroc                      | 0 | 0 | 0 | 1       | 0  |
| 17    | Rusia                      | 0 | 0 | 0 | 1       | 0  |

## Golgheteri

### Top marcatori
| Locul | Naționalitate    | Jucător          | Goluri marcate | Medalii          | Medalii | Medalii    |
| ----- | ---------------- | ---------------- | -------------- | ---------------- | ------- | ---------- |
| Locul | Naționalitate    | Jucător          | Goluri marcate |                  |         |            |
| 1     | Germania         | Miroslav Klose   | 16             | 2014             | 2002    | 2006, 2010 |
| 2     | Brazilia         | Ronaldo          | 15             | 1994, 2002       | 1998    | -          |
| 3     | Germania de Vest | Gerd Müller      | 14             | 1974             | -       | 1970       |
| 4     | Franța           | Just Fontaine    | 13             | -                | -       | 1958       |
| 4     | Argentina        | Lionel Messi     | 13             | 2022             | 2014    | -          |
| 5     | Brazilia         | Pelé             | 12             | 1958, 1962, 1970 | -       | -          |
| 5     | Franța           | Kylian Mbappé    | 12             | 2018             | 2022    | -          |
| 6     | Germania         | Jürgen Klinsmann | 11             | 1990             | -       | -          |
| 6     | Ungaria          | Sándor Kocsis    | 11             | -                | 1954    | -          |

### Pe turneu
| Locul | Naționalitate    | Jucător           | Goluri marcate | Turneu | Medalie |
| ----- | ---------------- | ----------------- | -------------- | ------ | ------- |
| 1     | Franța           | Just Fontaine     | 13             | 1958   |         |
| 2     | Ungaria          | Sándor Kocsis     | 11             | 1954   |         |
| 3     | Germania de Vest | Gerd Müller       | 10             | 1970   |         |
| 4     | Brazilia         | Ademir Menezes    | 9              | 1950   |         |
| 4     | Portugalia       | Eusébio           | 9              | 1966   |         |
| 5     | Argentina        | Guillermo Stábile | 8              | 1930   |         |
| 5     | Brazilia         | Ronaldo           | 8              | 2002   |         |
| 5     | Franța           | Kylian Mbappé     | 8              | 2022   |         |
| 6     | Brazilia         | Leônidas          | 7              | 1938   |         |
| 6     | Polonia          | Grzegorz Lato     | 7              | 1974   |         |
| 6     | Argentina        | Lionel Messi      | 7              | 2022   |         |

## Trofeul Campionatului Mondial de Fotbal
Trofeul Campionatului Mondial de Fotbal este un trofeu din aur care se acordă țării câștigătoare a Campionatului Mondial de Fotbal. De la debutul acestei competiții internaționale, două trofee distincte ca formă și denumire au reprezentat victoria: Trofeul Jules Rimet, din 1930 până în 1970, și Trofeul FIFA World Cup, din 1974 până în prezent.
Trofeul, inițial denumit Victory (Victorie) apoi redenumit în onoarea fostului președinte Jules Rimet, era fabricat din argint placat cu aur și din lazurit (lapis lazuli), și o reprezenta pe Nike, zeița victoriei în mitologia greacă. În 1970, Brazilia a câștigat pentru a treia oară Campionatul Mondial și, implicit, a rămas în posesia perpetuă a trofeului determinând fabricarea unuia nou pentru înlocuire. Trofeul Jules Rimet a fost furat în 1983 și nu a mai fost recuperat. Modelul înlocuitor, Trofeul FIFA al Campionatului Mondial, a fost acordat prima dată în 1974. Este fabricat din aur de 18 carate și o bază din malachit, reprezentând stilizat două figurine umane care susțin globul pământesc. Deținătorul actual al trofeului este Argentina, țara ce a câștigat Campionatul Mondial de Fotbal 2022.

## Premii
În prezent sunt acordate 6 premii:
- Balonul de Aur — premiu acordat celui mai bun jucător al turneului (decernat începând cu Campionatul Mondial de Fotbal 1982)
- Gheata de Aur — premiu acordat celui mai bun marcator al turneului (decernat începând cu Campionatul Mondial de Fotbal 2010)
- Mănușa de Aur — premiu acordat celui mai bun portar al turneului (decernat începând cu Campionatul Mondial de Fotbal 1994)
- Cel mai bun tânăr jucător — premiu acordat celui mai bun jucător sub 21 de ani (decernat începând cu Campionatul Mondial de Fotbal 2006)
- Trofeul FIFA Fair Play — premiu acordat echipei cu cele mai bune aspecte Fair Play de la turneu (decernat începând cu Campionatul Mondial de Fotbal 1970)
- Cea mai spectaculoasă echipă — premiu acordat echipei care a interesat fanii cel mai mult, rezultat determinat în urma desfășurării unui sondaj public general (decernat prima oară la Campionatul Mondial de Fotbal 1994)

De asemenea, începând din 1990, la finele fiecărei ediții de campionat, este desemnată și echipa tuturor stelelor (All-Star Team), care include cei mai buni jucători de la turneu pe toate pozițiile.

### Balonul de Aur
Premiul Balonul de Aur este acordat celui mai bun jucător la fiecare finală a Cupei Mondiale FIFA, cu o listă scurtă întocmită de comitetul tehnic FIFA și câștigătorul votat de reprezentanții mass-media. Cei care termină pe locul doi la vot primesc premiile Balonul de Argint și Balonul de Bronz ca fiind al doilea și, respectiv, al treilea jucător remarcabil în turneu. Premiul actual a fost introdus în Cupa Mondială FIFA din 1982, sponsorizată de Adidas și France Football.
| Cupa Mondială                   | Balonul de Aur      | Balonul de Argint | Balonul de Bronz      |
| ------------------------------- | ------------------- | ----------------- | --------------------- |
| 1982 Spania                     | Paolo Rossi         | Falcão            | Karl-Heinz Rummenigge |
| 1986 Mexic                      | Diego Maradona      | Harald Schumacher | Preben Elkjær Larsen  |
| 1990 Italia                     | Salvatore Schillaci | Lothar Matthäus   | Diego Maradona        |
| 1994 Statele Unite ale Americii | Romário             | Roberto Baggio    | Hristo Stoichkov      |
| 1998 Franța                     | Ronaldo             | Davor Šuker       | Lilian Thuram         |
| 2002 Coreea de Sud și Japonia   | Oliver Kahn         | Ronaldo           | Hong Myung-bo         |
| 2006 Germania                   | Zinedine Zidane     | Fabio Cannavaro   | Andrea Pirlo          |
| 2010 Africa de Sud              | Diego Forlán        | Wesley Sneijder   | David Villa           |
| 2014 Brazilia                   | Lionel Messi        | Thomas Müller     | Arjen Robben          |
| 2018 Rusia                      | Luka Modrić         | Eden Hazard       | Antoine Griezmann     |
| 2022 Qatar                      | Lionel Messi        | Kylian Mbappé     | Luka Modrić           |

### Gheata de Aur
Premiul Gheata de Aur revine celui mai bun marcator al Cupei Mondiale FIFA. Primesc premiile Gheata de Argint și Gheata de Bronz și jucătorii de pe locul al doilea și, respectiv, al treilea. Prima dată când s-a acordat un premiu a fost în 1982, sub numele de Pantof de Aur, a fost redenumită Gheata de Aur în 2010.
Dacă în topul marcatorilor se află doi sau mai mulți jucători cu același număr de goluri marcate, premiul se îndreaptă către jucătorul cu mai puține goluri marcate din penalty-uri. Dacă și după asta este egalitate între mai mulți jucători, departajarea dintre ei se face după numărul de pase de gol oferite, iar  următorul criteriu de departajare este durata de timp jucată, câștigător fiind cel ce a jucat mai puține minute, ceea ce se traduce printr-o medie a golului mai mare.
| Cupa Mondială      | Gheata de Aur   | Goluri | Gheata de Argint  | Goluri | Gheata de Bronz | Goluri |
| ------------------ | --------------- | ------ | ----------------- | ------ | --------------- | ------ |
| 2010 Africa de Sud | Thomas Müller   | 5      | David Villa       | 5      | Wesley Sneijder | 5      |
| 2014 Brazilia      | James Rodríguez | 6      | Thomas Müller     | 5      | Neymar          | 4      |
| 2018 Rusia         | Harry Kane      | 6      | Antoine Griezmann | 4      | Romelu Lukaku   | 4      |
| 2022 Qatar         | Kylian Mbappé   | 8      | Lionel Messi      | 7      | Olivier Giroud  | 4      |

### Mănușa de Aur
Premiul Mănușa de Aur este acordat celui mai bun portar al turneului. Premiul a fost introdus cu numele Lev Iașin Award în 1994, în onoarea regretatului portar sovietic. Grupul de studiu tehnic FIFA îl recunoaște pe cel mai mare portar al turneului pe baza performanței jucătorului pe toată durata competiției finale. Deși portarii au acest premiu specific pentru poziția lor, ei sunt totuși eligibili pentru Balonul de Aur, la fel ca atunci când Oliver Kahn a fost premiat în 2002. În caz de egalitate, premiul Mănușa de Aur este acordat portarului care a progresat cel mai mult în competiție. Următoarele tiebreakere sunt salvate, apoi minute jucate.
| Cupa Mondială                   | Mănușa de Aur      |
| ------------------------------- | ------------------ |
| 1994 Statele Unite ale Americii | Michel Preud'homme |
| 1998 Franța                     | Fabien Barthez     |
| 2002 Coreea de Sud și Japonia   | Oliver Kahn        |
| 2006 Germania                   | Gianluigi Buffon   |
| 2010 Africa de Sud              | Iker Casillas      |
| 2014 Brazilia                   | Manuel Neuer       |
| 2018 Rusia                      | Thibaut Courtois   |
| 2022 Qatar                      | Emiliano Martínez  |

### Cel mai bun tânăr jucător
Premiul pentru cel mai bun jucător tânăr a fost acordat pentru prima dată la Cupa Mondială din Germania din 2006 și acordat germanului Lukas Podolski. Premiul este acordat celui mai bun jucător din turneu care are cel mult 21 de ani. Pentru Cupa Mondială din 2018, aceasta a însemnat că jucătorul trebuia să se fi născut la 1 ianuarie 1997 sau după aceea. Alegerile au avut loc pe site-ul oficial al Cupei Mondiale FIFA cu ajutorul Grupului de Studii Tehnice FIFA.
FIFA a organizat un sondaj pe Internet pentru ca utilizatorii să aleagă „cel mai bun tânăr jucător” al Cupei Mondiale, între 1958 și 2002, numit cel mai bun tânăr jucător din fiecare turneu. Cu 61% din votul general, câștigătorul a fost Pelé, care a terminat în fața peruvianului Teófilo Cubillas, cel mai bun jucător tânăr din Mexic 1970 și a britanicului Michael Owen, care a atins înălțimi similare în Franța 98.
| Cup Mondială           | Cel mai bun tânăr jucător | Vârsta | Medalie |
| ---------------------- | ------------------------- | ------ | ------- |
| Cupa Mondială din 1958 | Pelé                      | 17     |         |
| Cupa Mondială din 1962 | Flórián Albert            | 20     | -       |
| Cupa Mondială din 1966 | Franz Beckenbauer         | 20     |         |
| Cupa Mondială din 1970 | Teófilo Cubillas          | 21     | -       |
| Cupa Mondială din 1974 | Władysław Żmuda           | 20     |         |
| Cupa Mondială din 1978 | Antonio Cabrini           | 20     | -       |
| Cupa Mondială din 1982 | Manuel Amoros             | 21     | -       |
| Cupa Mondială din 1986 | Enzo Scifo                | 20     | -       |
| Cupa Mondială din 1990 | Robert Prosinečki         | 21     | -       |
| Cupa Mondială din 1994 | Marc Overmars             | 20     | -       |
| Cupa Mondială din 1998 | Michael Owen              | 18     |         |
| Cupa Mondială din 2002 | Landon Donovan            | 20     | -       |
| Cupa Mondială din 2006 | Lukas Podolski            | 21     |         |
| Cupa Mondială din 2010 | Thomas Müller             | 20     |         |
| Cupa Mondială din 2014 | Paul Pogba                | 21     | -       |
| Cupa Mondială din 2018 | Kylian Mbappé             | 19     |         |
| Cupa Mondială din 2022 | Enzo Fernández            | 21     |         |

## Participarea României
Începând cu 1930, naționala României a participat la 7 turnee finale ale Campionatului Mondial de Fotbal. Prima participare a fost chiar în ediția inaugurală din 1930. Iar cea mai recentă participare a fost în 1998 în Franța. Cea mai mare performanță din istorie a României la Campionatul Mondial, a avut loc la ediția din 1994 din Statele Unite, unde România a ajuns până în sferturile de finală ale competiției.

## Vezi și
- Campionatul Mondial de Fotbal Feminin
- Campionatul European de Fotbal
- Copa América
- Cupa de Aur CONCACAF
- Cupa Africii pe Națiuni
- Cupa Asiei
- Cupa Oceaniei pe Națiuni
- Cupa Confederațiilor FIFA
- Campionatul Mondial de Minifotbal